# Rataje (Basse-Silésie)
Pour les articles homonymes, voir Rataje.
Rataje est une localité polonaise de la gmina et du powiat de Wołów en voïvodie de Basse-Silésie.